# 紺野秀樹

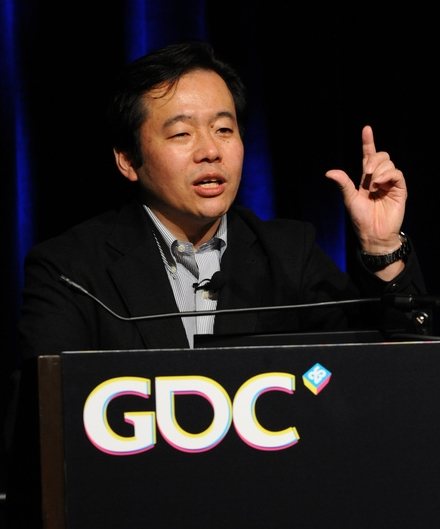

紺野 秀樹（こんの ひでき、Hideki Konno、1965年5月13日 - ）は、日本のゲームクリエイター。千葉県出身。任天堂情報開発本部制作部第1グループマネージャー。スーパーマリオシリーズ及びマリオカートシリーズの製作者の一人であり、杉山直とともにマリオカートシリーズの生みの親としても知られる。

## 経歴
ゲームクリエイターを夢見て、日本電子専門学校情報処理科を卒業した後、1986年に任天堂に入社。初期は当時の製造本部情報開発部に配属され、最初に『夢工場ドキドキパニック』（後に登場キャラクターをマリオシリーズのキャラクターに差し替え海外で発売された『Super Mario Bros. 2』及び日本でも逆輸入として発売された『スーパーマリオUSA』）でアシスタントディレクターとして主要なデザインを手がけた。それ以降、宮本茂の下でスーパーマリオシリーズなどで監督業を担う中、マリオシリーズのキャラクターがカートでレースを繰り広げる『スーパーマリオカート』を開発し、大ヒットを収めた。マリオカートシリーズでは、『マリオカートアドバンス』と『マリオカート ダブルダッシュ!!』を除き全作品に関わっている。
2003年には、任天堂情報開発本部制作部第1グループのマネージャーに任命され、『nintendogs』や『マリオカートDS』で初のプロデュースを担当した。ハードウェアでは、ニンテンドー3DSの総合プロデューサーを担当した。2015年時点において、スマートフォン向けゲームアプリの開発責任者に就任している。

## 作品
- 夢工場ドキドキパニック - アシスタントディレクター、コースデザイナー
- アイスホッケー - ディレクター
- スーパーマリオブラザーズ3 - アシスタントディレクター、コースデザイナー、キャラクターデザイナー
- スーパーマリオワールド - マップディレクター
- シムシティ - ディレクター
- スーパーマリオカート - ディレクター（杉山直と共同）
- スーパーマリオUSA - アシスタントディレクター
- スーパーマリオ ヨッシーアイランド - ディレクター（手塚卓志・中郷俊彦・日野重文と共同）
- マリオカート64 - ディレクター
- ヨッシーストーリー - ディレクター
- F-ZERO X - アドバイザー
- マリオカートアドバンス - スーパーバイザー
- ルイージマンション - ディレクター
- ゼルダの伝説 風のタクト - スーパーバイザー
- nintendogs - プロデューサー
- Geist：プロデューサー（田邊賢輔と共同）
- マリオカートDS - プロデューサー
- マリオカートWii - プロデューサー
- ニンテンドー3DS - 総合プロデューサー
- nintendogs + cats - プロデューサー
- マリオカート7 - プロデューサー
- マリオカート8 - プロデューサー
- ファイアーエムブレム ヒーローズ - プロデューサー
- マリオカート8 デラックス - プロデューサー
- どうぶつの森 ポケットキャンプ - プロデューサー
- ドクターマリオ ワールド - プロデューサー
- マリオカートツアー - プロデューサー